# 14206 Sehnal
14206 Sehnal eller 1999 CL10 är en asteroid i huvudbältet som upptäcktes den 15 februari 1999 av de båda tjeckiska astronomerna Miloš Tichý och Zdeněk Moravec vid Kleť-observatoriet. Den är uppkallad efter den tjeckiska astronomen Ladislav Sehnal.
Asteroiden har en diameter på ungefär 15 kilometer.